# 多夫湖
53°24′40″N 12°02′58″E / 53.41108°N 12.04956°E

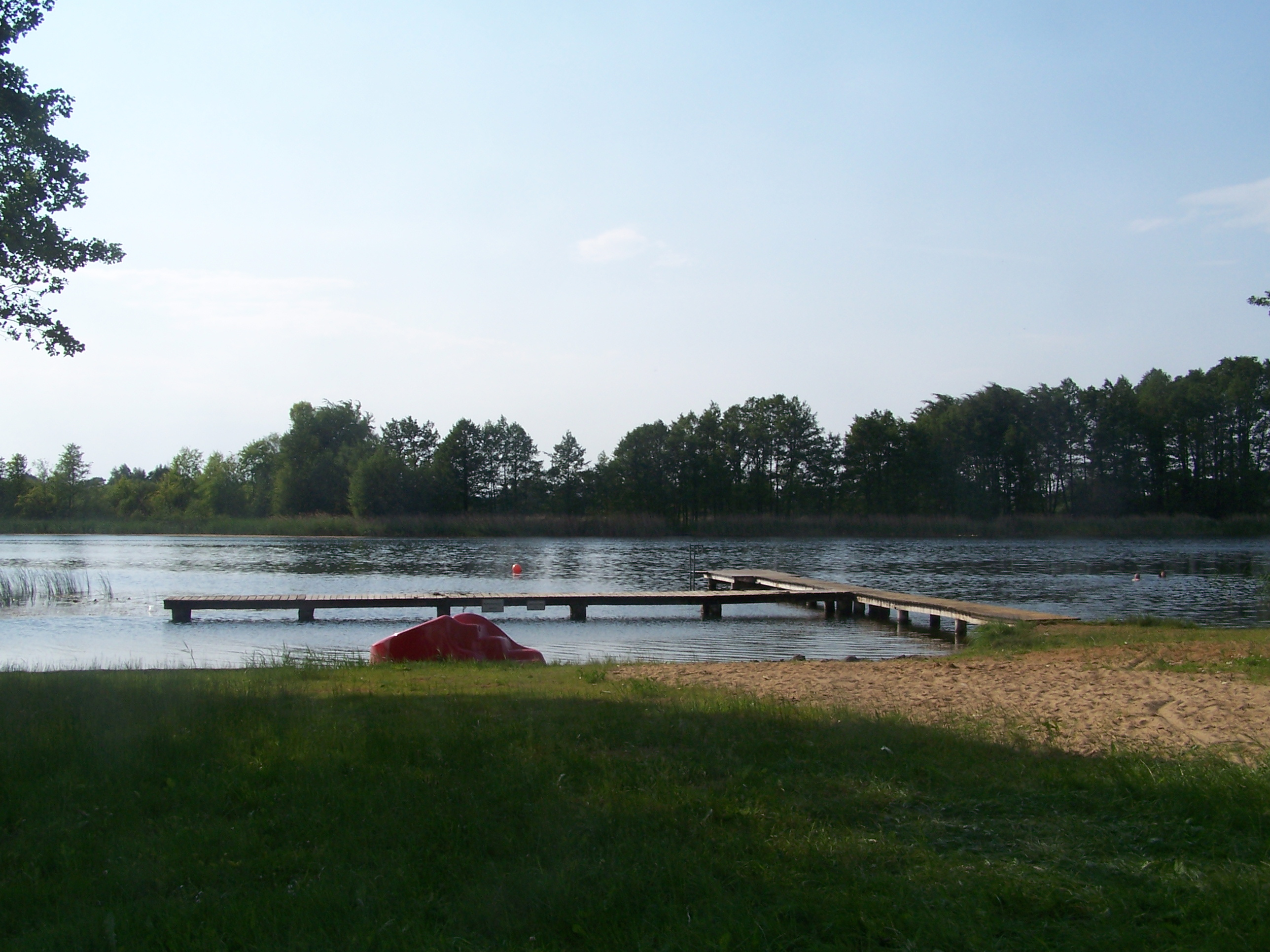

多夫湖（德語：Dorfsee），是德國的湖泊，位於該國東北部，由梅克倫堡-前波美拉尼亞州負責管轄，處於路德維希斯盧斯特-帕爾希姆縣，長0.7公里、寬0.2公里，面積0.11平方公里，海拔高度53米。